# Súmate (Cataluña)
Súmate es una entidad sin ánimo de lucro creada en 2013 que tiene como objetivo promover el voto independentista en Cataluña  entre la comunidad castellanohablante.

## Historia
Se creó en mayo de 2013 y se presentó en oficialmente el 3 de octubre de 2013 en Bellvitge (Hospitalet de Llobregat) en un acto que congregó a más de 200 personas además de representantes políticos de ERC, CDC e Iniciativa además de la presidenta de la ANC Carme Forcadell y miembros de la junta de Òmnium Cultural.

## Ideología
La plataforma es favorable a la creación de un estado propio y su manifiesto introduce elementos del movimiento 15M. Apuesta por una Cataluña independiente porque, dicen, favorecería a las clases con menos recursos y destaca que no están dispuestos a renunciar a su identidad, cultura y lengua defendiendo en su manifiesto "un país abierto, diverso y rico". En el manifiesto fundacional también se dice que Súmate «está formada en gran parte por catalanes de lengua y cultura de todas las partes del territorio español que, por cuestiones familiares y/o de origen, hemos mantenido este patrimonio sin renunciar por ello a ser y formar parte activa de la comunidad nacional catalana». Como argumentos para defender la independencia cita «la destrucción del Estado del bienestar» en Cataluña y «el desequilibrio fiscal» entre Cataluña y el Estado español.

## Miembros

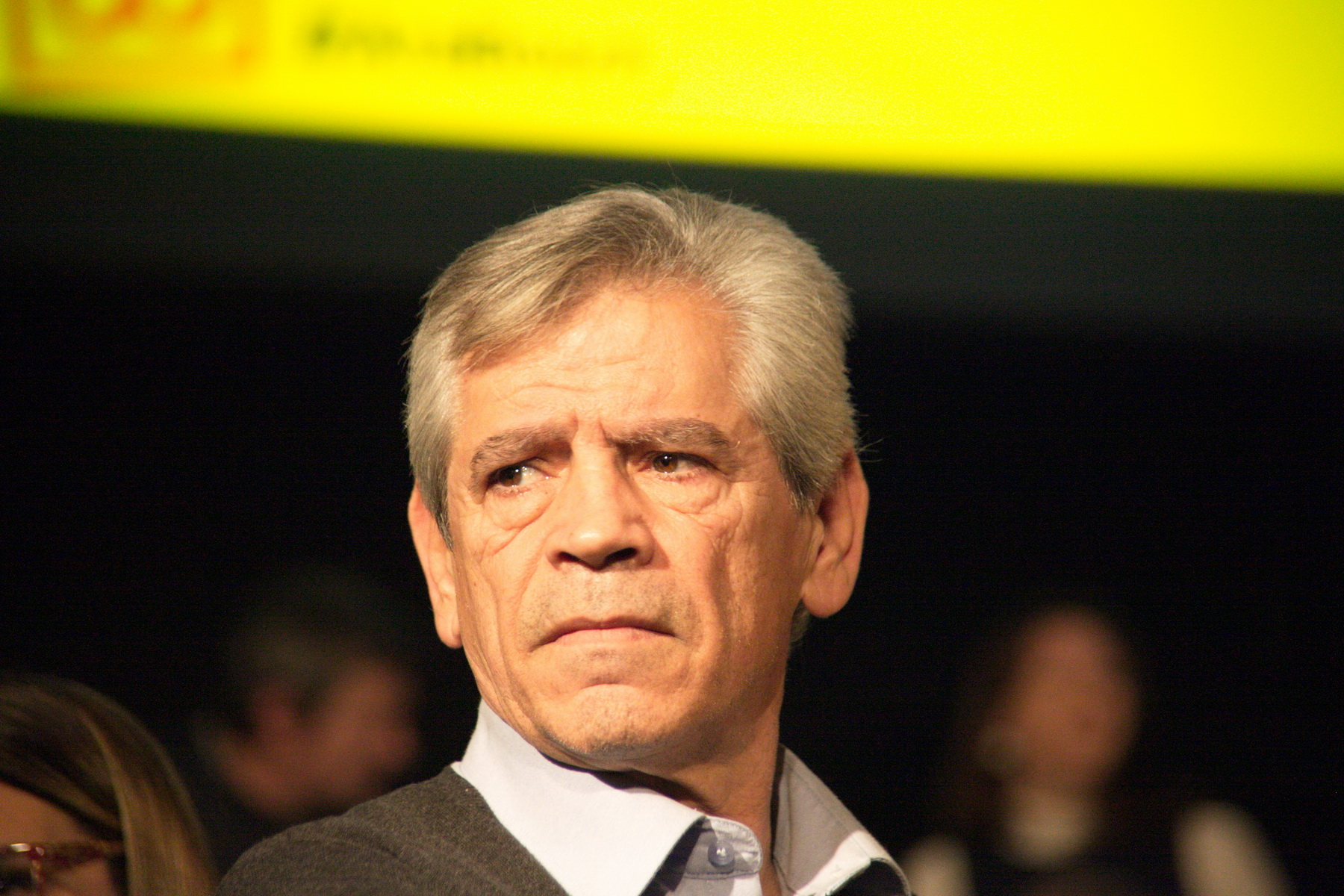
Eduardo Reyes en 2014

La organización está presidida por Eduardo Reyes, un cordobés que emigró con sus padres a mediados de la década de 1950 que denuncia que Cataluña está siendo tratada como una colonia. En septiembre de 2015 Reyes fue elegido diputado por Junts pel Sí en las elecciones al Parlamento de Cataluña de 2015. El vicepresidente y uno de los fundadores de la organización es Manolo Ortega, segundo teniente de alcalde de San Vicente dels Horts.
Entre los miembros destacados de la plataforma está Gabriel Rufián, considerado por algunos medios de comunicación como "el delfín" de Reyes y hombre de confianza del presidente de ERC Oriol Junqueras. Fue cabeza de lista de ERC por Barcelona en las elecciones al Congreso de Diputados convocadas para el 20 de diciembre de 2015 y consiguió el acta de diputado. En las elecciones generales de España de 2016 volvió a presentarse en las listas de ERC y volvió a resultar elegido.
También es miembro de Súmate Antonio Baños, que fue cabeza de lista de la CUP en las elecciones al Parlamento de Cataluña de 2015.